# Tmesisternus wiedenfeldi
Tmesisternus wiedenfeldi là một loài bọ cánh cứng trong họ Cerambycidae.